# Мыс Гамова
Мыс Га́мова — мыс в Приморском крае России, юго-восточная оконечность полуострова Гамова.
Мыс был открыт в 1854 году экипажем фрегата «Паллада» и назван в честь одного из членов экипажа, гардемарина Дмитрия Гамова, который первым увидел этот мыс.